# Великий Враг (Кстовський район)
Великий Враг (рос. Великий Враг) — село в Кстовському районі Нижньогородської області Російської Федерації.
Населення становить 531 особу. Входить до складу муніципального утворення Безводнинська сільрада.

## Історія
Від 2009 року входить до складу муніципального утворення Безводнинська сільрада.

## Населення
| 2002 | 2010 |
| ---- | ---- |
| 445  | ↗531 |